# Pistakee Highlands, Illinois
Pistakee Highlands là một nơi ấn định cho điều tra dân số thuộc quận McHenry, tiểu bang Illinois, Hoa Kỳ. Năm 2010, dân số của nơi ấn định cho điều tra dân số này là 3454 người.

## Dân số
Dân số qua các năm:
- Năm 2000: 3812 người.
- Năm 2010: 3454 người.